# Charles Bunyan
Charles "Charlie" Bunyan Sr. (Campton, 1869 - Elsene, 1922) was een Engels voetballer die speelde als doelman. Na zijn spelersloopbaan werd hij voetbaltrainer en was hij bondscoach van het Zweeds en het Belgisch voetbalelftal.

## Loopbaan

### Als doelman
Bunyan speelde als doelman bij de plaatselijke ploegen Old Horns en Spital Olympic. Hij debuteerde in 1886 in het eerste elftal van Chesterfield FC dat in de lagere regionen actief was. Het jaar nadien, in 1887, trok Bunyan naar Hyde FC. Op 15 oktober 1887 verloor Hyde, met in het doel Bunyan, met 0-26 in de eerste ronde van de FA Cup tegen Preston North End FC. Dit is anno 2025 nog steeds het zwaarste verlies van een club in het Engelse voetbal.
Tussen 1889 en 1891 speelde Bunyan bij Derby County FC, actief in de Football League,  en keerde daarna voor een seizoen terug naar Chesterfield FC. Wegens wangedrag werd hij daar ontslagen en in 1893 trok hij naar Sheffield United FC. Hij bleef er één seizoen en trok dan voor een seizoen terug naar Derby County.
In 1895 en 1896 was Bunyan actief bij Ilkeston Town en Heanor Town in de lagere reeksen en keerde daarna terug in de Football League bij Walsall FC. In 1898 trok hij naar New Brompton en in 1901 ging Bunyan nog een seizoen bij Newcastle United FC spelen. In het seizoen 1905-1906 was Bunyan in Canada actief.

### Als trainer
Bunyan werd in 1908 speler-trainer bij Brimington Athletic, de voetbalclub van zijn woonplaats. Hij kreeg in 1909 de kans om trainer te worden bij de toenmalige Belgische Eersteklasser Racing Club Brussel. Zijn twee voetballende zonen, Charles Jr. en Maurice trokken met hem mee en gingen eveneens voor Racing Club Brussel spelen.
In 1910 werd vader Bunyan eveneens assistent van William Maxwell, de bondscoach van het Belgisch voetbalelftal. Het jaar nadien, in 1911, ging hij naar Zweden en werd trainer bij Örgryte IS, op dat moment een van de topclubs van het land. Hij bereidde eveneens het Zweeds voetbalelftal voor op de Olympische Zomerspelen 1912 die dat jaar in Stockholm plaatsvonden.
Na de spelen keerde Bunyan terug naar België en werd terug assistent-bondscoach en trainer bij Standard Luik, actief in Eerste klasse. Na afloop van zijn tweede seizoen bij Standard kon de degradatie naar Tweede klasse niet vermeden worden. Toen Maxwell België verliet in de aanloop van de Eerste Wereldoorlog nam Bunyan zijn taak als bondscoach tijdelijk over en zat vier wedstrijden op de trainersbank. Bij het uitbreken van de oorlog keerde Bunyan samen met zijn zonen, die ondertussen nog steeds bij Racing Club Brussel speelden, terug naar Engeland om als vrijwilliger in dienst te gaan bij het Engelse leger.
Na de oorlog keerde Bunyan met zijn zonen terug naar België waar hij in 1922 stierf.